# Yekaterina Xilko
Yekaterina Vikorovna Xilko (ryska: Екатерина Хилько: Jekaterina Chilko) född den 25 mars 1982 i Tasjkent, Uzbekiska SSR, Sovjetunionen, är en uzbekisk gymnast.
Hon tog OS-brons i trampolin i samband med de olympiska gymnastiktävlingarna 2008 i Peking.